# Гелзенкирхен
Гелзенкирхен (на немски: Gelsenkirchen) е 11-ият по големина град в най-населената федерална област в Германия Северен Рейн-Вестфалия и неговите 260 654 жители към 2018 г. го правят 25-и по големина град в Германия. Разположен на река Емшер, градът се намира в центъра на Рур, най-голямата агломерация в Германия, в която е петият по големина град след Дортмунд, Есен, Дуисбург и Бохум. Рурската област се намира в урбанизирания район Рейн-Рур, един от най-големите в Европа. Гелзенкирхен е петият по големина град във Вестфалия след Дортмунд, Бохум, Билефелд и Мюнстер и е един от най-южните градове в зоната, където се говори долносаксонски език. Градът е дом на футболния клуб Шалке 04, който носи името на едноименния квартал. Стадионът на клуба, Фелтинс Арена, обаче се намира в квартал Ерле.
Гелзенкирхен за първи път е документиран през 1150 г., но той остава мъничко село до 19 век, когато Индустриалната революция доведе до разрастване на цялата област. През 1840 г., когато е започнал добивът на въглища, 6000 жители живеят в Гелзенкирхен, а през 1900 г. населението се е увеличило до 138 000. В началото на 20 век Гелзенкирхен е бил най-важният град за добив на въглища в Европа. Наричал се е „градът на хиляди пожари“ заради пламъците от минните газове, които горели през нощта. През 1928 г. Гелзенкирхен е обединен с прилежащите градове Буер и Хорст, днес квартали на града. Градът носи името Гелзенкирхен-Буер, докато не е преименуван на Gelsenkirchen през 1930 година. По време на нацистката ера Гелзенкирхен остава център на производството на въглища и рафиниране на нефт и поради тази причина е бомбардиран при съюзническите въздушни нападения по време на Втората световна война. В Гелзенкирхен вече няма миньори, в резултат на което градът търси нов облик, след като десетилетия е бил удрян от едно от най-високите равнища на безработица в Германия. Днес най-голямата в Германия централа за слънчева енергия се намира в града. В квартала Шолвен се намира електроцентрала с най-високите комини в Германия (302 м).

## Спорт
Гелзенкирхен е дом на елитния германски футболен клуб Шалке 04, който носи името на квартала Шалке. Домакинските си мачове отборът играе на Фелтинс Арена. Гелзенкирхен е един от дванадесетте градове домикини на мачове от Световното първенство по футбол през 2006 г., а на стадион Арена ауфШалке се играят мачовете Полша - Еквадор, Аржентина - Сърбия и Черна гора, Португалия - Мексико и САЩ - Чехия.
Немските футболисти Илкай Гюндоган, Месут Йозил и Мануел Нойер са родени в Гелзенкирхен. Германският футболен мениджър Михаел Скибе също е роден в Гелзенкирхен.
От 1912 г. Гелзенкирхен притежава състезателната писта за тротинг Tramenenbahn Gelsenkirchen (известна още като GelsenTrabPark).

## Известни личности
Родени в Гелзенкирхен
- Хамит Алтънтоп (р. 1982), немски футболист от турски произход
- Илкай Гюндоган (р. 1990), немски футболист от турски произход
- Месут Йозил (р. 1988), немски футболист от турски произход
- Вернер Мьолдерс (1913 – 1941), офицер
- Мануел Нойер (р. 1986), футболист
- Харалд цур Хаузен (р. 1936), лекар
- Михаел Скибе (р. 1965), бивш футболист и настоящ треньор по футбол
- Олаф Тон (р. 1966), бивш футболист, Световен шампион по футбол от 1990 г.

Починали в Гелзенкирхен
- Любомир Романски (1912 – 1989), немски диригент от български произход

## Побратимени градове
- Нюкасъл ъпон Тайн, Англия (от 1948 г.)
- Зеница, Босна и Херцеговина (от 1969 г.)
- Шахти, Русия (от 1989 г.)
- Олщин, Полша (от 1992 г.)
- Котбус, Германия (от 1995 г.)
- Бююкчекмедже, Турция (от 2004 г.)